# اوریولو رومانو
اوریولو رومانو (به ایتالیایی: Oriolo Romano) یک کومونه در ایتالیا است که در استان ویتربو واقع شده‌است. اوریولو رومانو ۱۹٫۲ کیلومتر مربع مساحت و ۳٬۶۳۶ نفر جمعیت دارد و ۴۲۰ متر بالاتر از سطح دریا واقع شده‌است.

## خواهرخوانده
شهرهای Saint-Bonnet و Hawkhurst خواهرخوانده‌های اوریولو رومانو هستند.